# Maurice Chevalier
Maurice Chevalier (Pariz, 12. rujna 1888. – Pariz, 1. siječnja 1972.), francuski glumac i šansonijer.
Bio je popularan interpretet u kabaretima, operetama i revijama pariških zabavnih kazališta. Najveći dio svojih filmskih uloga bazirao je na "pariškom šarmu".

## Filmovi
- "Ljubavna parada",
- "Vesela udovica",
- "Gigi",
- "Šutnja je zlato".